# Storia del reame di Napoli dal 1734 sino al 1825
La Storia del reame di Napoli dal 1734 sino al 1825 è un saggio storico del 1834 di Pietro Colletta. 

## Storia editoriale
Pietro Colletta fu fra i protagonisti del Regno di Napoli nei primi decenni del XIX secolo. Ufficiale del genio partecipò all'insurrezione napoletana del 1799; generale, prese parte alle campagne del 1814 e 1815, fu dalla parte degli insorti durante la rivoluzione del 1820-21, quindi fu a capo del corpo di spedizione in Sicilia e ministro della Guerra. Caduto il regime costituzionale, Colletta fu dapprima esiliato a Brünn (1821) quindi si trasferì in Toscana. Quando iniziò la stesura della Storia del reame di Napoli a Brünn, Colletta aveva già scritto dei saggi storici su argomenti recenti e si prefisse di ampliare la narrazione. Inizialmente cominciò a scrivere sugli eventi del periodo costituzionale, che costituiranno il nono libro della Storia, col proposito di farlo leggere esclusivamente a Metternich. Il progetto della Storia in dieci libri fu ideato a Firenze, città nella quale si trasferì nel 1822. Si dedicò dapprima agli eventi successivi al regno di Giuseppe Bonaparte (libri dal VI al X); successivamente, dopo aver rielaborato profondamente il libro IX, passò a redigere i primi cinque.
Diede grande importanza all'elaborazione formale. Colletta conosceva gli storiografi latini (Tacito, Sallustio, ecc.) Alla revisione formale della Storia collaborarono letterati suoi amici come Niccolini, Giordani e soprattutto Capponi, i quali leggevano il testo a mano a mano che veniva terminato ed erano prodighi di consigli. Dopo la morte di Colletta (11 novembre 1831) costoro rividero gli ultimi tre libri, non ancora corretti, e si interessarono della pubblicazione. L'opera fu pubblicata postuma a Capolago, preceduta da una Notizia intorno alla vita di Pietro Colletta anonima, ma scritta da Gino Capponi, ed ebbe numerose ristampe e traduzioni.

## Contenuto

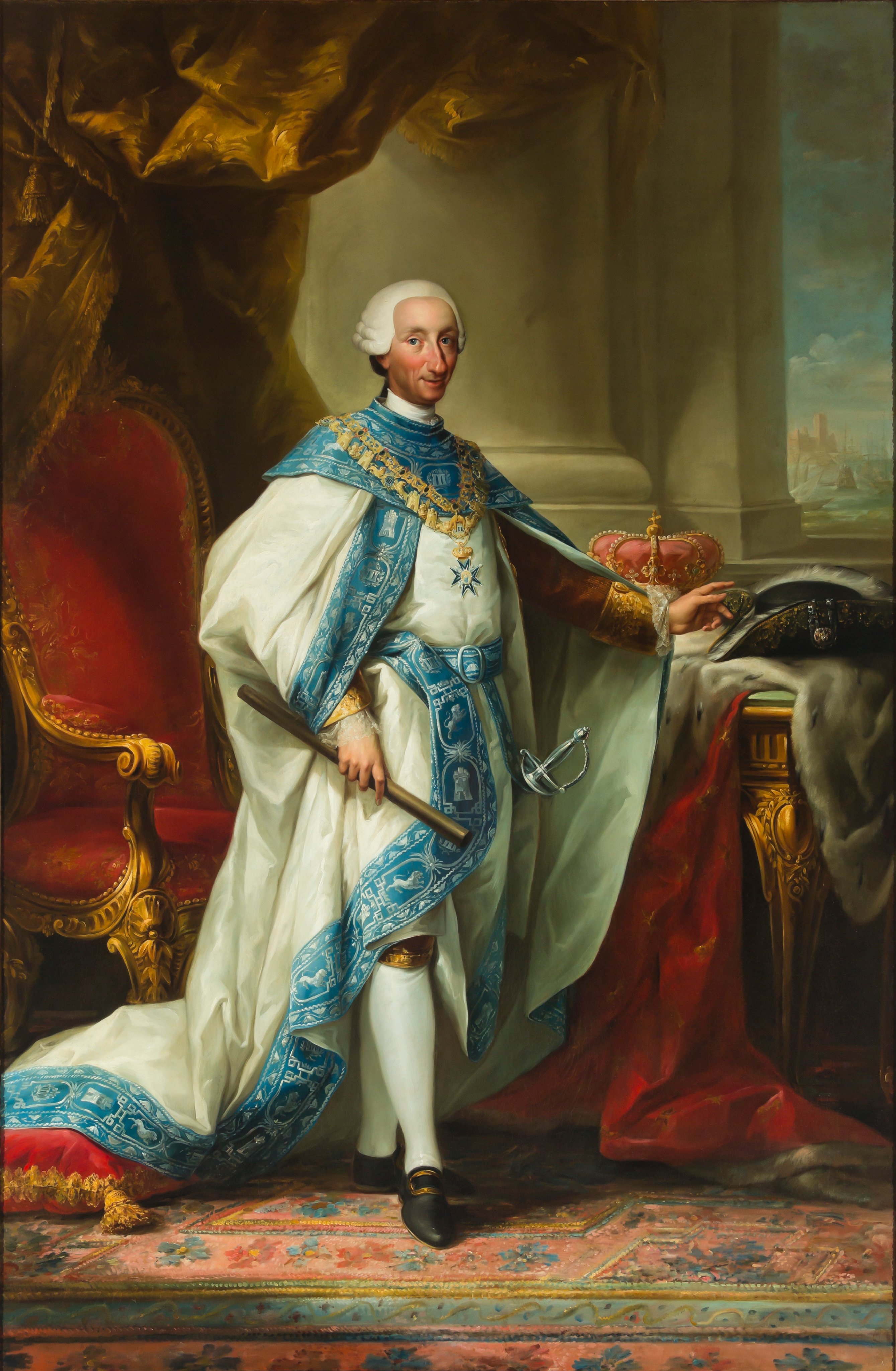
Carlo di Borbone

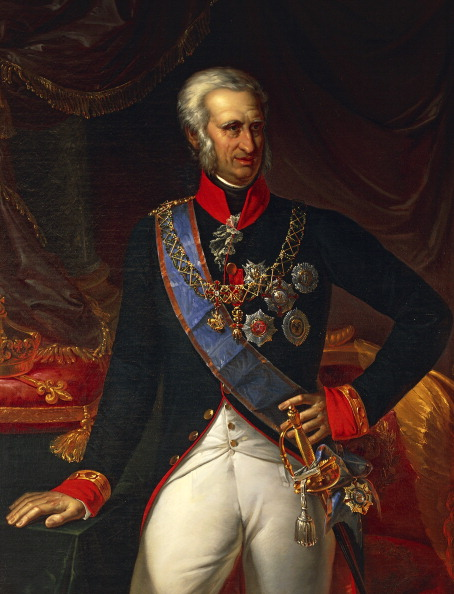
Ferdinando I delle Due Sicilie

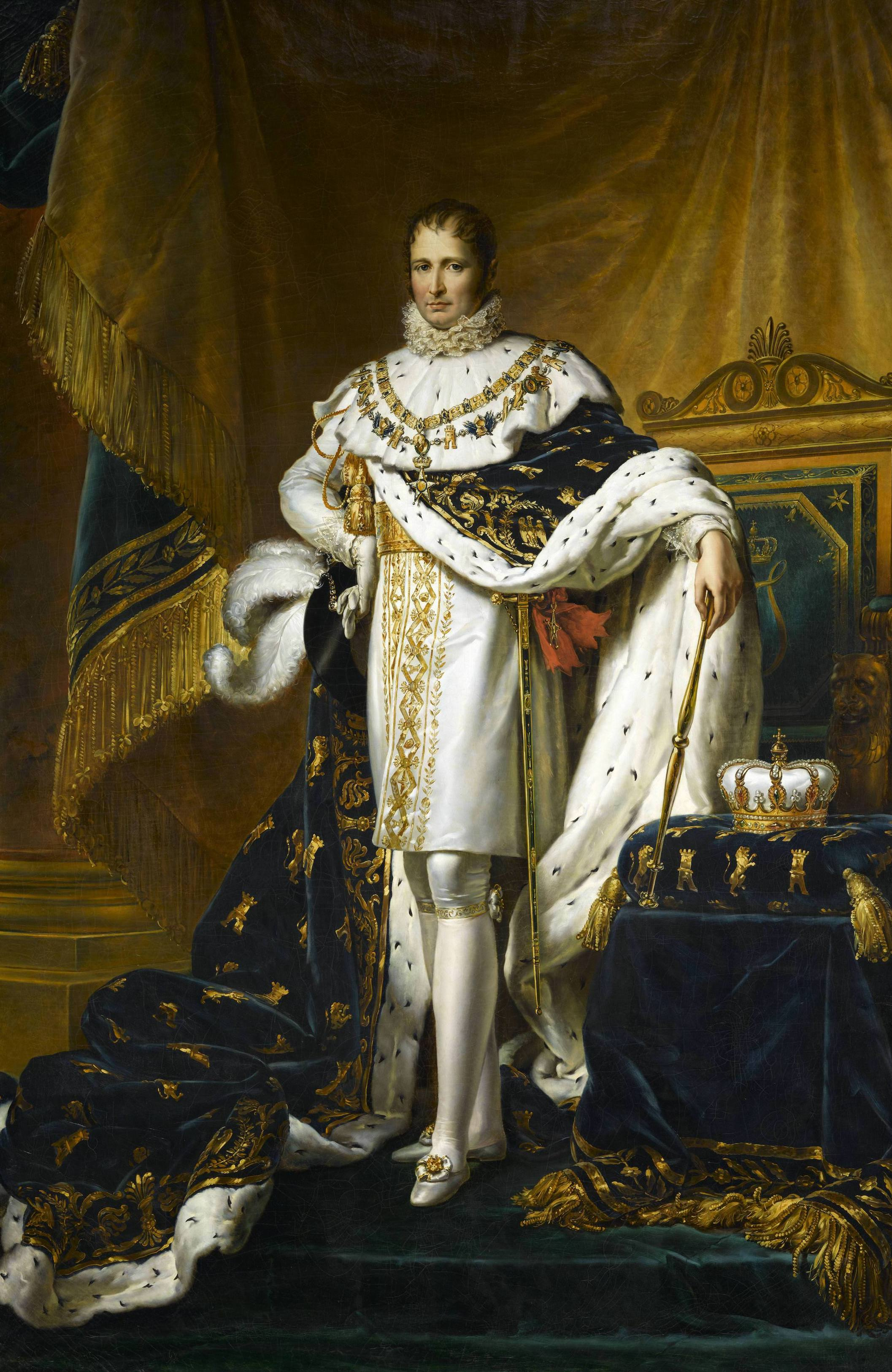
Giuseppe Bonaparte

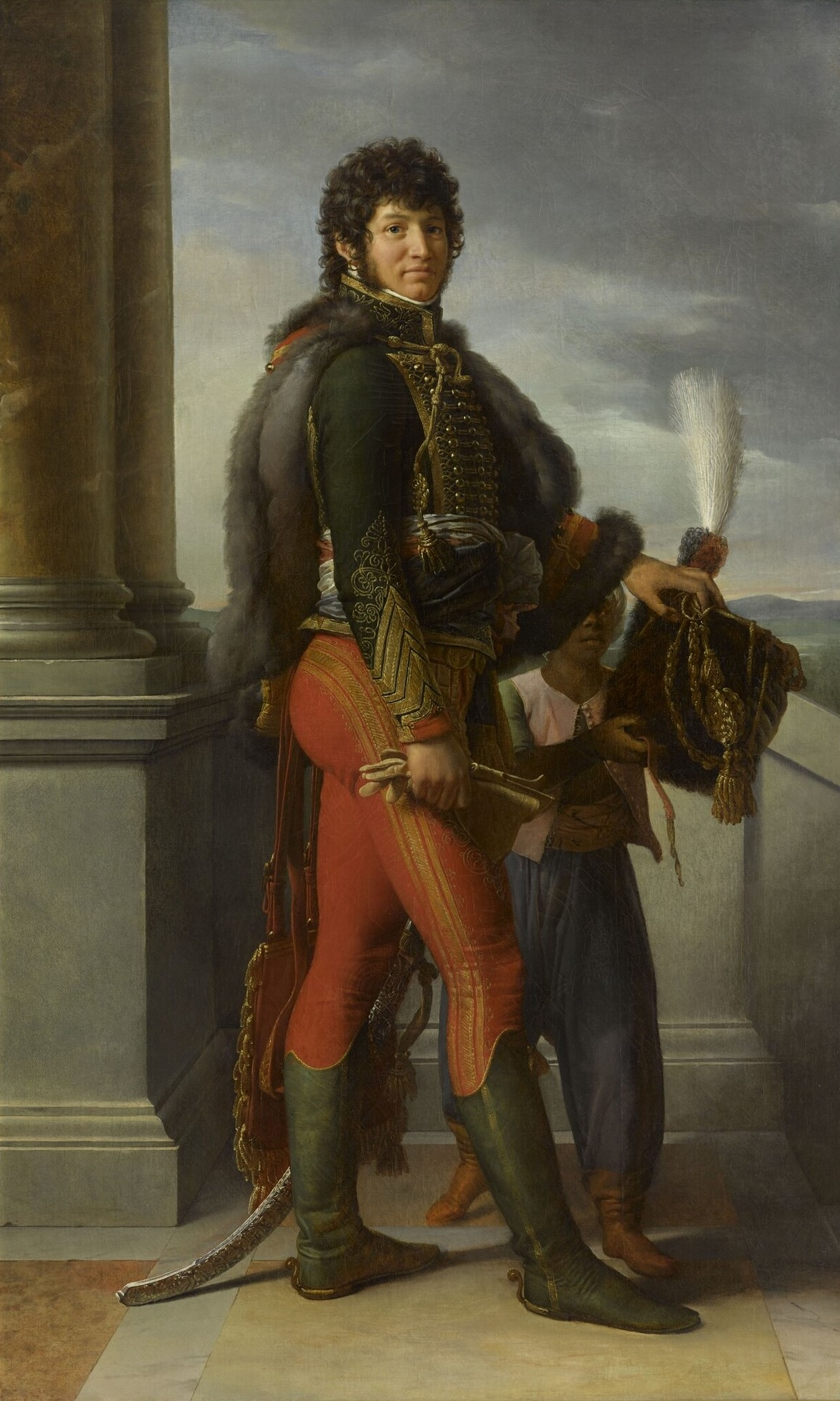
Gioacchino Murat a Napoli

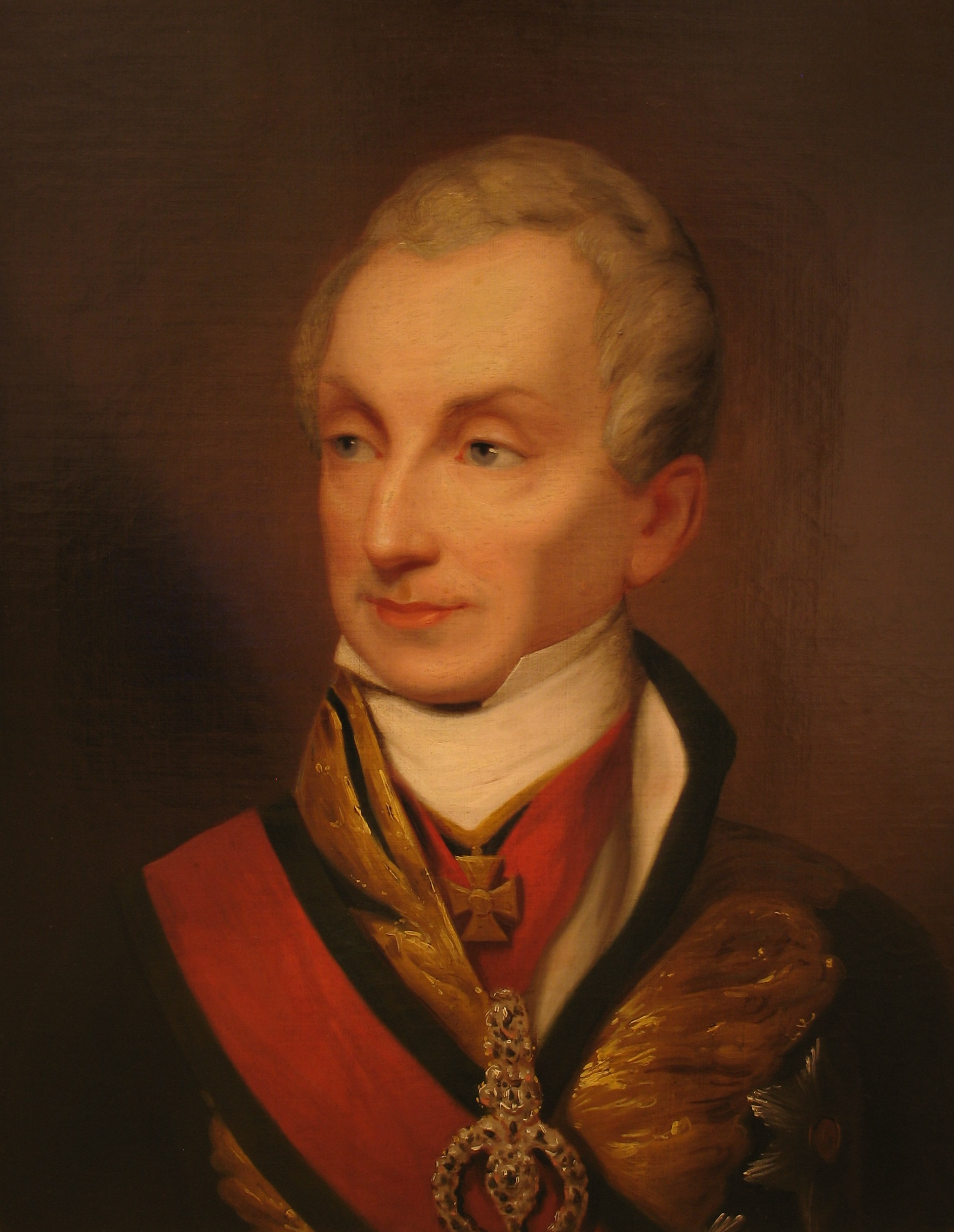
Klemens von Metternich

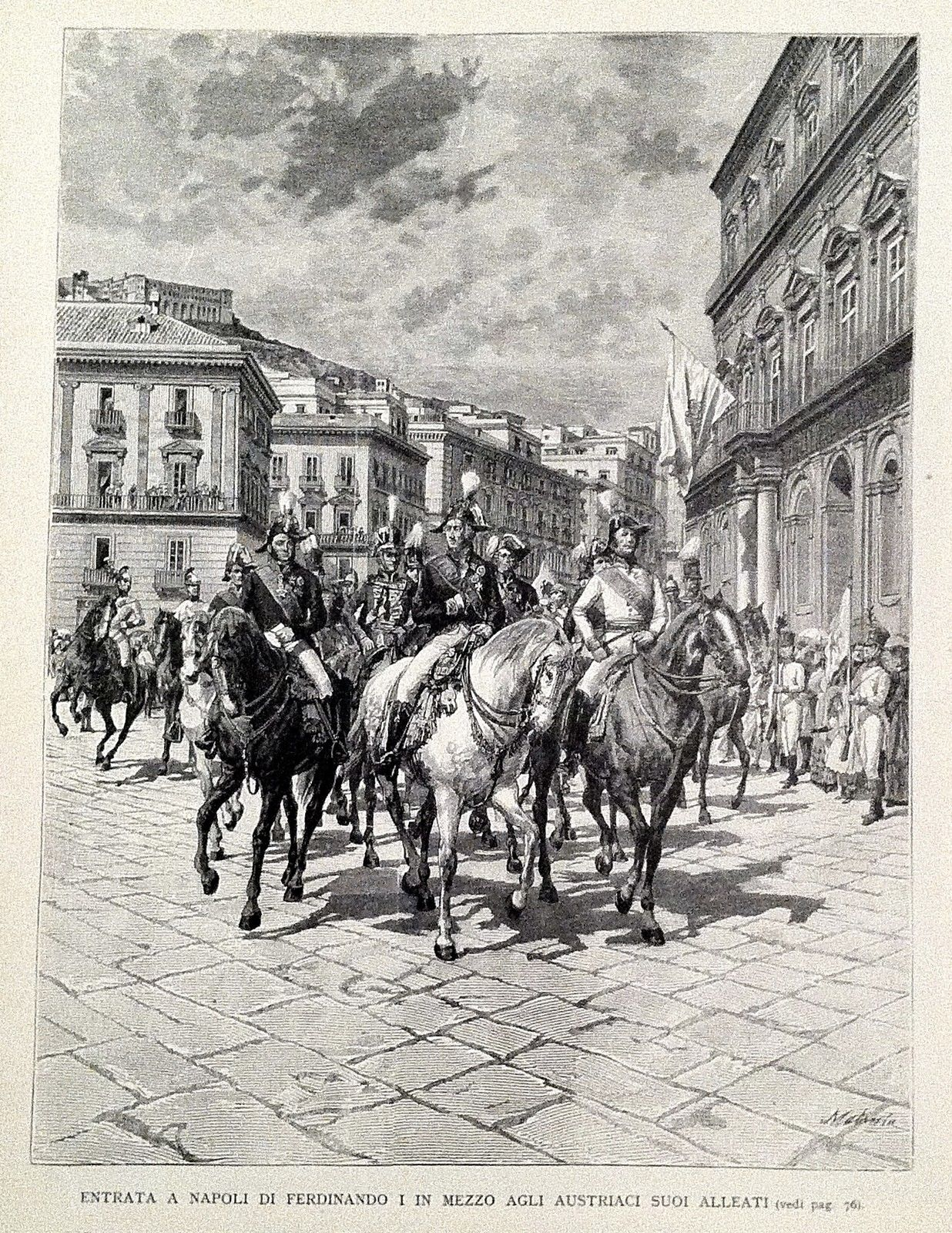
Ferdinando I ritorna a Napoli scortato dalle truppe austriache

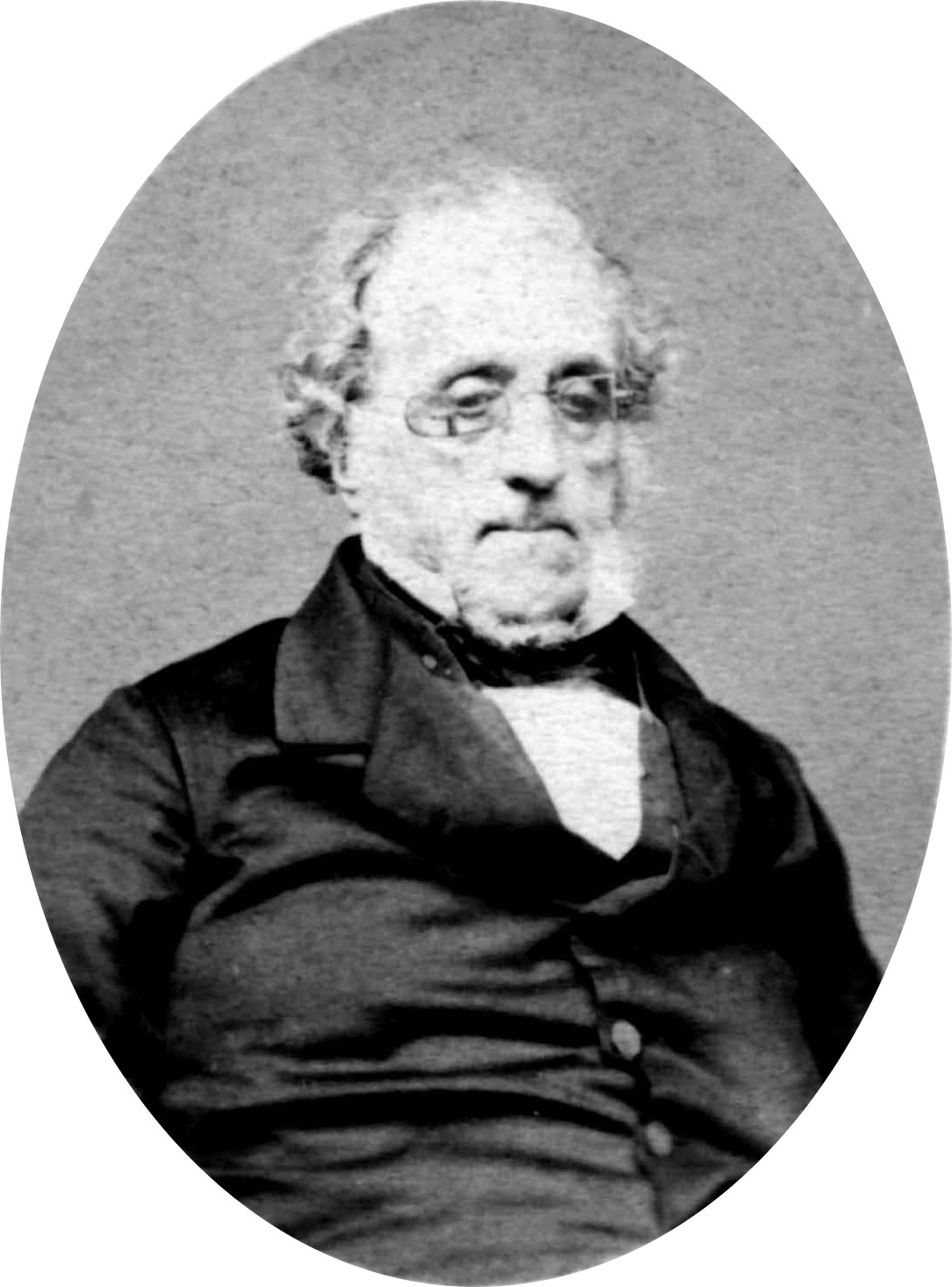
Gino Capponi

Il periodo storico oggetto della Storia del Colletta va dal 1734, anno in cui Carlo di Borbone diventa re di Napoli e di Sicilia, al 1825, anno della morte di Ferdinando I delle Due Sicilie. La vasta materia è divisa in dieci libri di cui nei primi due sono esposte le vicende fino al 1790, e nei rimanenti otto libri gli eventi più recenti, quelli di cui l'autore, che era stato governatore generale della Sicilia e poi ministro della guerra, spesso aveva conoscenza diretta. 
- Libro primo: Regno di Carlo Borbone (1734-1759)
  - Capo primo: Introduzione al regno di Carlo Borbone
  - Capo secondo: Conquista delle Sicilie dall'infante Carlo Borbone
  - Capo terzo: Governo di Carlo dopo assicurata la conquista sino alla Vittoria di Velletri
  - Capo quarto: Seguito e fine del regno di Carlo
- Libro secondo: Regno di Ferdinando IV (1759-1790)
  - Capo primo: Minorità del re
  - Capo secondo: Il re, divenuto maggiore, governa il regno
  - Capo terzo: Rivoluzione di Francia e suoi primi effetti nel regno di Napoli
- Libro terzo: Regno di Ferdinando IV (1791-1799)
  - Capo primo: Provvedimenti di guerra e interni, a seconda dei casi della Rivoluzione francese
  - Capo secondo: Guerre aperte co' Francesi; e paci; e mancamenti. Sospetti di regno; cause di Maestà. Casi vari di Stato e di fortuna
  - Capo terzo: Guerra sventurata contro la Repubblica francese. Moti del regno. Fuga del re. Vittoria e trionfo dell'esercito di Francia
- Libro quarto Repubblica Partenopea (1799)
  - Capo primo: Leggi e provvedimenti per ordinare lo Stato a repubblica
  - Capo secondo: Sollevazione de Borboniani nelle province. Geste del re di Sicilia e degl'Inglesi contro la Repubblica. Geste in difesa di lei.
  - Capo terzo: Dopo la ritirata dell'esercito francese precipizi della Repubblica
- Libro quinto: Regno di Ferdinando IV (1799-1806)
  - Capo primo: Il re Ferdinando Borbone, rifacendo il Governo, eccede in tirannide
  - Capo secondo: Imprese guerriere del Governo di Napoli
  - Capo terzo: Ultimi fatti di quel regno
- Libro sesto: Regno di Giuseppe Bonaparte (1806-1808)
  - Capo primo: Qual era il regno al 1806
  - Capo secondo: Arrivo in Napoli dell'esercito francese; poi di Giuseppe Buonaparte. Fatti vari di guerra e di regno
  - Capo terzo: Riordinamento del Ministero e delle amministrazioni. Nuove discordie civili. Fatti di guerra
  - Capo quarto: Nuovi provvedimenti e nuovi codici. Molti miglioramenti nella città e nello Stato
  - Capo quinto: Partenza del re. Ultimi giorni del suo regno
- Libro settimo: Regno di Gioacchino Murat (1808-1815)
  - Capo primo: Arrivo in Napoli del re, della regina. Feste. Provvedimenti di guerra e di regno. Anni 1808 e 1809
  - Capo secondo: Fatti di guerra e di brigantaggio, poi distrutto. La feudalità abolita. Sdegni nella regia famiglia. Anni 1810 e 1811
  - Capo terzo: Il re parte per la guerra di Russia, e ne torna. Tenta l'unione d'Italia. Parte per nuova guerra in Germania; e tornatone, provvede al regno. Anni; 1812 e 1813
  - Capo quarto Il re di Napoli forma alleanza con l'Austria, tregua con l'Inghilterra; fa la guerra a' Francesi. Caduto l'Impero di Francia, provvede al suo regno. Anni 1813 e 1814
  - Capo quinto: Fugge dall'Elba l'imperatore Napoleone. Gioacchino muove guerra in Italia; vinto da' Tedeschi, abbandona il regno. Ferdinando di Borbone ascende al trono di Napoli. Anno 1815
- Libro ottavo: Regno di Ferdinando IV (1815-1820)
  - Capo primo: Cenno sullo stato del regno al ritorno del re Borbone. Provvedimenti di governo e tristi casi
  - Capo secondo: Interni avvenimenti e relazioni esteriori
  - Capo terzo: Errori di governo e loro effetti
- Libro nono: Regno di Ferdinando I Reggimento costituzionale (1820-1821)
  - Capo primo: Moti nel regno. La Costituzione chiesta, data, giurata
  - Capo secondo: Discordie civili, e primi pericoli del novello reggimento
  - Capo terzo: Guerra intimata, poi mossa. L'esercito si discioglie. Ingresso a Napoli degli Austriaci
- Libro decimo: Regno di Ferdinando I (1821-1825)
  - Capo primo: Stato morale del regno dopo la caduta del reggimento costituzionale
  - Capo secondo: Riordinamento dell'assoluta monarchia

## Edizioni
- Storia del Reame di Napoli dal 1734 sino al 1823, 4 voll, Capolago: Tip. Elvetica, 1834[5]
- Storia del reame di Napoli: dal 1734 al 1825; con una notizia intorno alla vita dell'autore scritta da Gino Capponi, 2 voll., Firenze: F. Le Monnier, 1846 (Vol. I e Vol. II)
- Storia del reame di Napoli: Revisione sugli autografi; introduzione e note di Nino Cortese, 3 Voll., Napoli: Ed. Libreria Scientifica, 1953
- Storia del reame di Napoli; Firenze, Sansoni, 1962
- Storia del reame di Napoli; a cura di Anna Bravo, Torino: UTET, 1975
- Storia del Reame di Napoli o delle Due Sicilie; illustrata dal corpus fiorentino delle Vestiture del Regno di Napoli; con un saggio di Marilena Mosco; introduzione storica di Anna Bravo, 6 voll., Milano: F. M. Ricci, 1995, ISBN 88-216-0440-3

## Critica
Per Gino Franceschini, «la Storia del Colletta è opera d'arte che s'impone all'ammirazione. La correttezza della lingua s'accompagna a uno stile robusto». L'opera di Pietro Colletta era ispirata, più che agli ideali liberali dell'età romantica, a quelli illuministici del Settecento; Benedetto Croce la colloca infatti tra la "storiografia anacronistica". Opera storiografica, diventava "storia" a causa del giudizio negativo per il Regno di Napoli sotto il dominio borbonico. Gli ultimi libri contenevano spesso vicende controverse le quali diedero avvio a polemiche anche aspre da parte degli avversari del Colletta ancora viventi, quali il principe di Canosa e Francesco Pignatelli. Alcune riserve erano fondate. La Storia presenta spesso inesattezze da imputare soprattutto a difficoltà, da parte del Colletta, di procurarsi una documentazione affidabile da parte dei governi assoluti napoletani e austriaci. Dirà, a proposito di queste critiche, Benedetto Croce:
(Benedetto Croce, La rivoluzione napoletana del 1799. Biografie, racconti, ricerche, terza edizione aumentata, Bari, Gius. Laterza & Figli, 1912, pp. 188-189.)